# سانت لويس الشمالية (هايتي)
سانت لويس الشمالية هي مدينة من مدن هايتي. يبلغ عدد سكانها 69,592 نسمة وذلك حسب إحصائيات سنة 2003. يبلغ ارتفاع المدينة عن سطح البحر قرابة 1 متر.